# 非洲圣母圣殿
非洲圣母圣殿（法語：Notre Dame d'Afrique）是位于阿尔及利亚首都阿尔及尔的一座罗马天主教宗座圣殿。该圣殿在奠基14年之后于1872年落成。其建筑师Fromageau曾于1859年被任命为法属阿尔及利亚教会建筑主建筑师。他采用了当时在法国教堂建筑界中十分流行的新拜占庭风格。其建筑平面图中的特殊之处是唱诗班席位在建筑的东南角而非通常的东侧。
非洲圣母圣殿在阿尔及尔的北面，雄踞124米高的悬崖上，俯瞰阿尔及尔港。可从市中心乘缆车抵达圣殿。法国马赛的守護聖母聖殿恰可看作与本圣殿隔地中海遥遥相望。

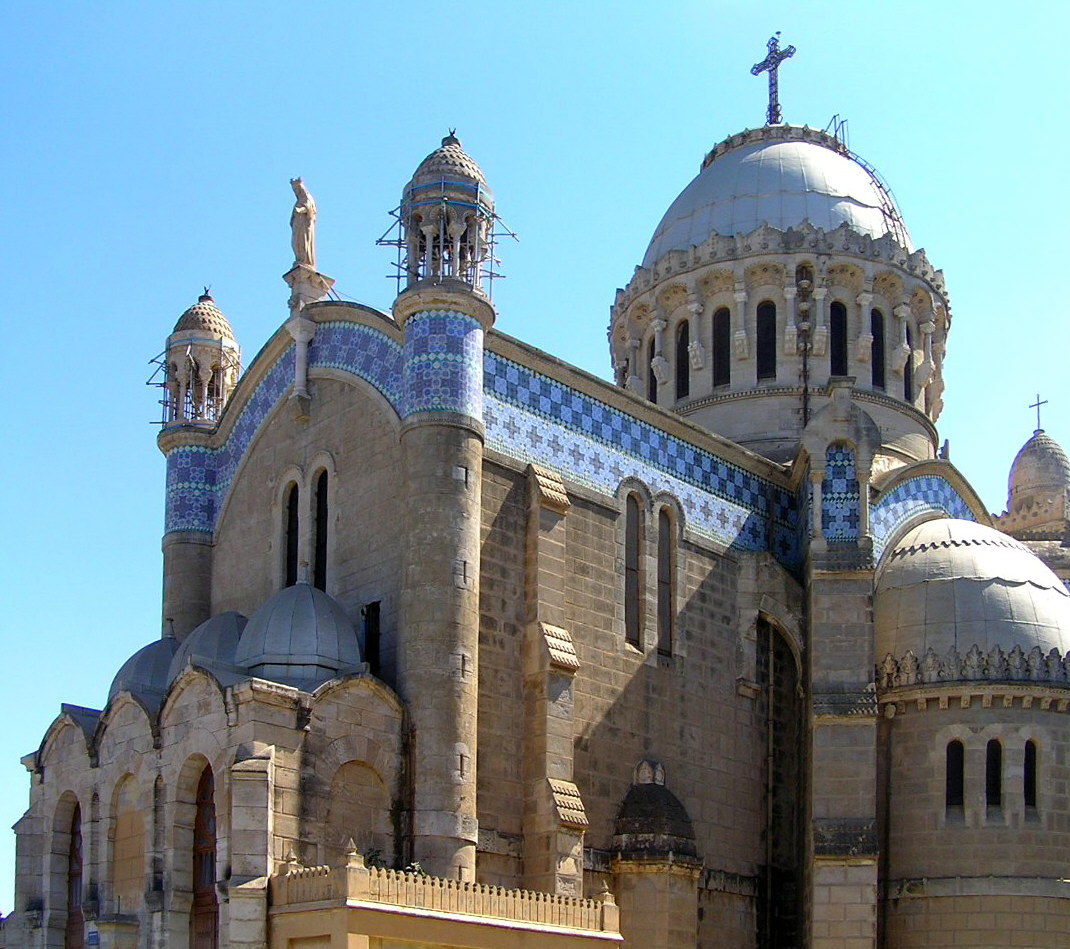
非洲圣母圣殿，2005年.

这座圣殿在象征与宗教上的重要性可见其拱顶上的铭文：Notre Dame d'Afrique priez pour nous et pour les Musulmans(“非洲圣母，为吾众及穆斯林祈祷”)。

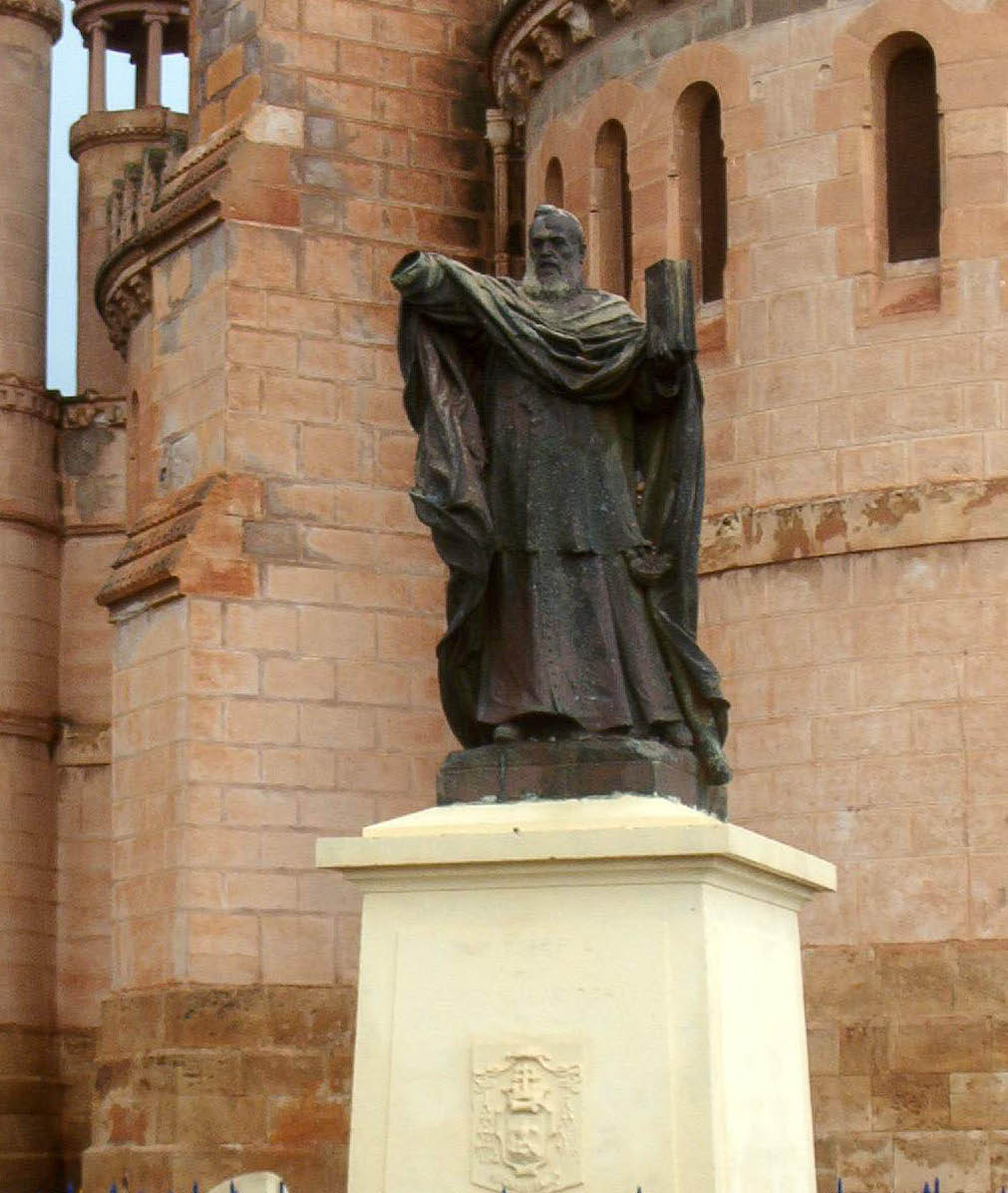
Statue de Mgr Lavigerie à NDA.

## 历史
该圣殿著名的圣母青铜雕像是献给主教迪皮什(Dupuch)的。他是阿尔及尔的首位主教，后在1840年五月去了里昂。这是埃德姆·布沙东(Edmé Bouchardon)1750年所作的原雕像的复制品。它起初暂放在Bouchaoui的寺院中（原La Trappe），其正面装饰着箴言：“Ils m'ont établie leur gardienne。”
在Marguerite Berger和Anna Cinquin的协助下，新任主教路易斯-安东尼-奥古斯丁·帕维(Louis-Antoine-Augustin Pavy)在1857年建立了一个小教堂以供奉圣母雕像。他曾对寺院僧侣说：“你已卫护了你的寺院，我则心系非洲圣母” 。
1855年10月14日教堂奠基，而其真正的建设则始于1858年2月2日，由著名建筑师Fromageau承担设计任务。14年后，在1872年7月2日，由主教查理斯·马修·拉维日里(Charles Martial Lavigerie)宣布落成。
1873年5月，主教Lavigerie开始将圣母雕像挪至新教堂中，同时请庇护九世敕封其为“非洲圣母”。这一要求得到了批准。1876年4月30日成了非洲圣母纪念日。
1866年去世的Pavy主教被安葬在教堂的唱诗班席位。

## 管风琴

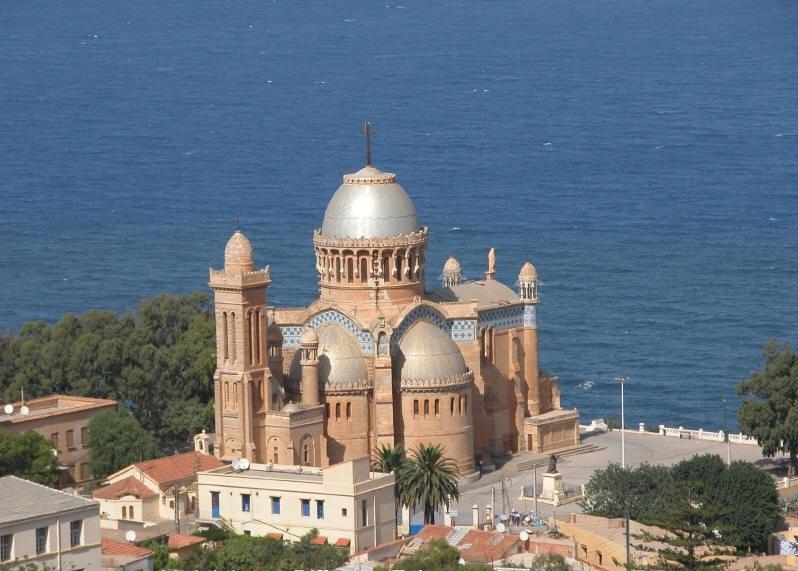
Notre Dame d'Afrique

圣殿的管风琴最早是于1912年由Villa Georges安装，法国作曲家、钢琴家和风琴演奏家卡米尔·圣桑(Camille Saint-Saëns)曾用过它。
原主去世后，1930年，Villa Georges的管风琴被转移到非洲圣母圣殿。2001年该管风琴在Vaison-la-Romaine被重新修复。2002年5月31日它在圣殿内被重新安装，恢复旧貌。

## 非洲圣母纪念馆

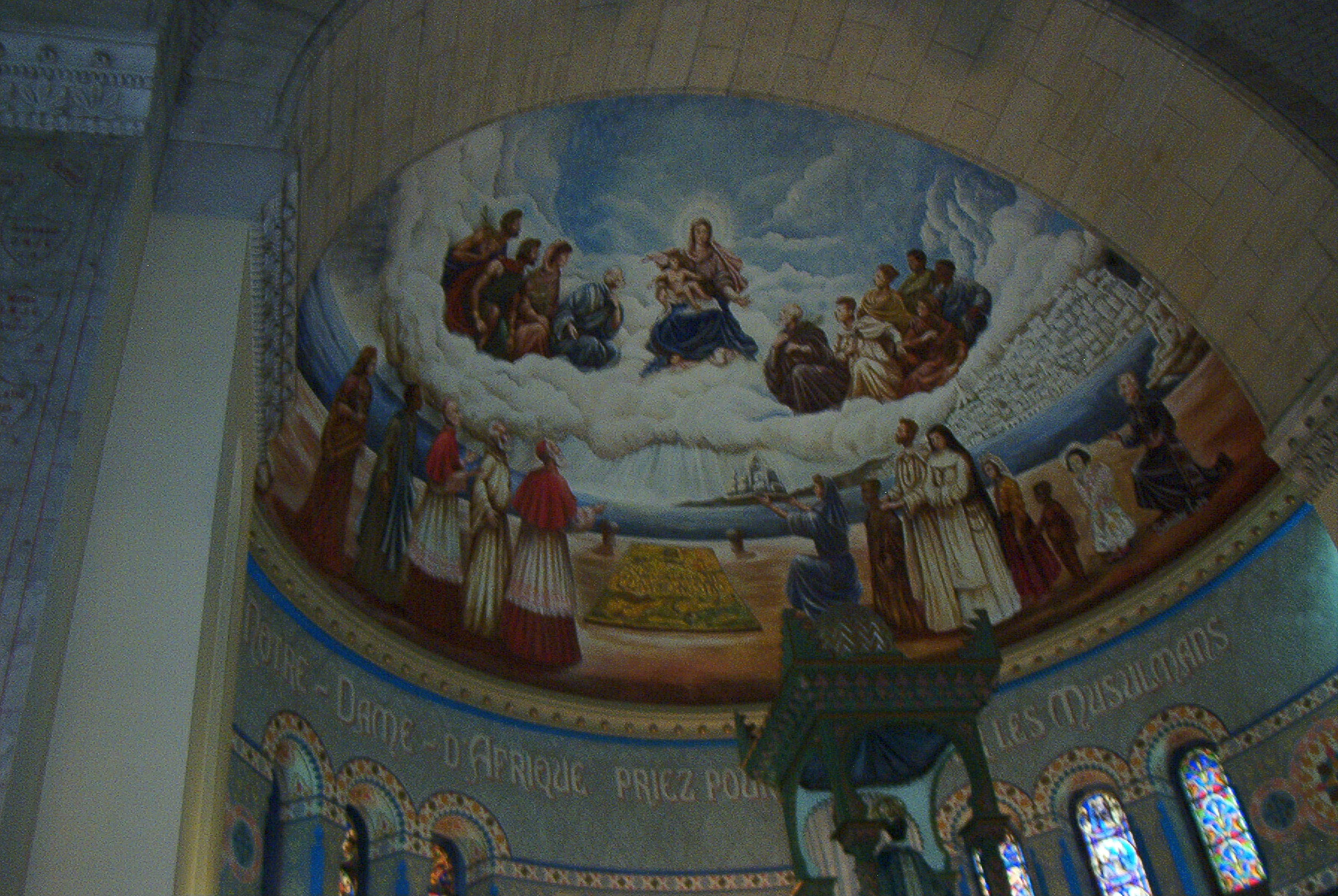
L'abside. Saint Augustin et les Cardinaux d'Alger

非洲圣母圣殿纪念会已经在Théoule-sur-Mer山上(滨海阿尔卑斯省)建立了一个纪念馆。12米高的黑圣母雕像的复制品立于2002年，集会定期在此举行。

## 圣殿的修复

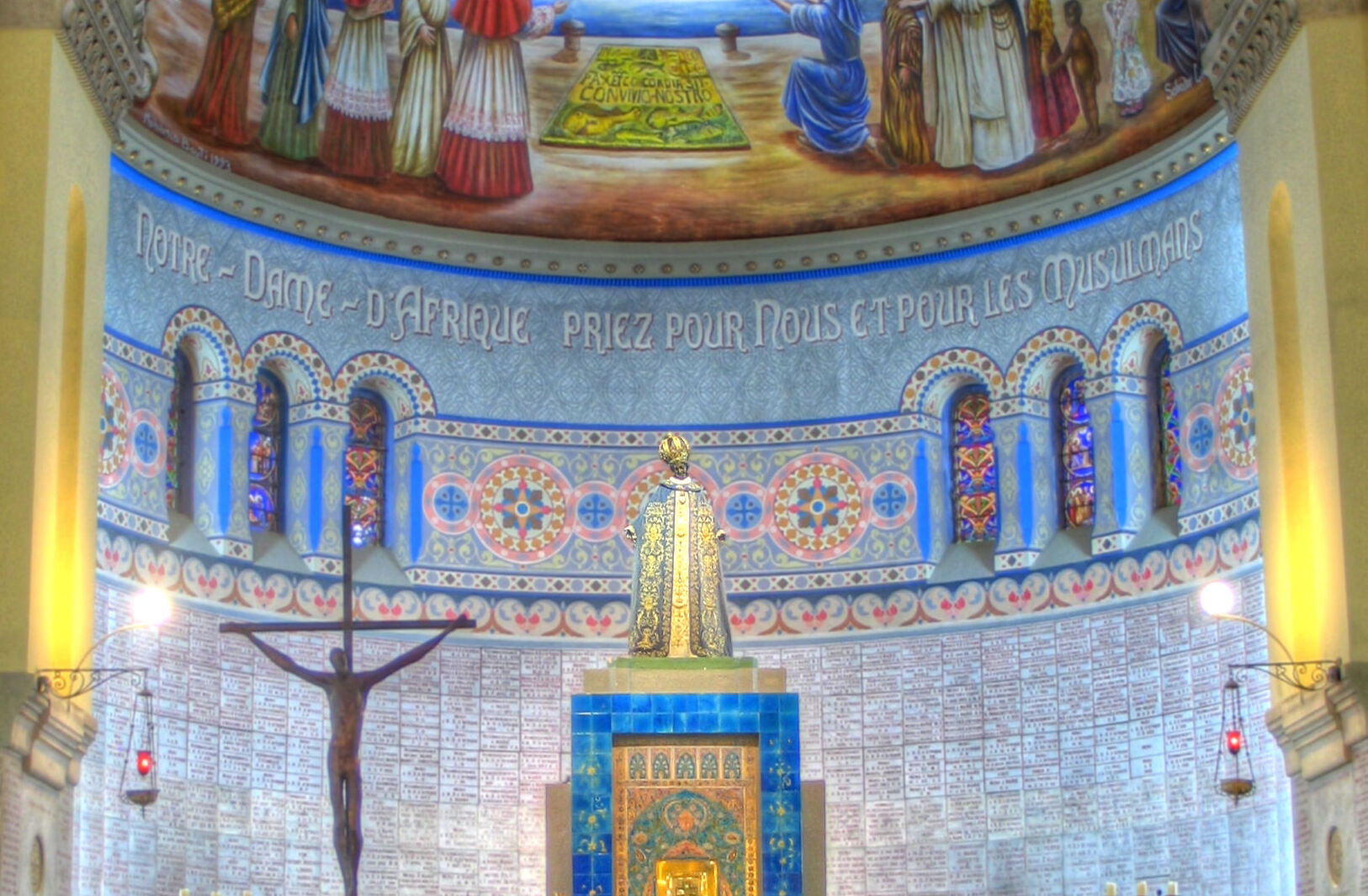
Intérieur de la basilique (mars 2007)

在长时间受海风和地震侵蚀后，自2003年起，圣殿将很快得到修复。修复工程的监理是泽维尔·大卫(Xavier David)，一位来自马赛的建筑师。
2006年11月筹集到足够资金后，修复项目已进入了紧张忙碌的阶段。第一阶段的工作完成于2008年9月，第二阶段预计在2010年夏季完成。